# Dolcè
Dolcè is een gemeente in de Italiaanse provincie Verona (regio Veneto) en telt 2387 inwoners (31-12-2004). De oppervlakte bedraagt 39,4 km², de bevolkingsdichtheid is 61 inwoners per km².
De volgende frazioni maken deel uit van de gemeente: Ossenigo, Peri, Volargne en Ceraino.

## Demografie
Dolcè telt ongeveer 986 huishoudens. Het aantal inwoners steeg in de periode 1991-2001 met 2,3% volgens cijfers uit de tienjaarlijkse volkstellingen van ISTAT.
| Jaar | Inwoneraantal |
| ---- | ------------- |
| 1991 | 2151          |
| 2001 | 2200          |

## Geografie
De gemeente ligt op ongeveer 115 m boven zeeniveau.
Dolcè grenst aan de volgende gemeenten: Avio (TN), Brentino Belluno, Fumane, Rivoli Veronese, Sant'Ambrogio di Valpolicella en Sant'Anna d'Alfaedo.

## Geboren
- Francesco Zantedeschi (1797-1873), priester en natuurkundige

## Galerij

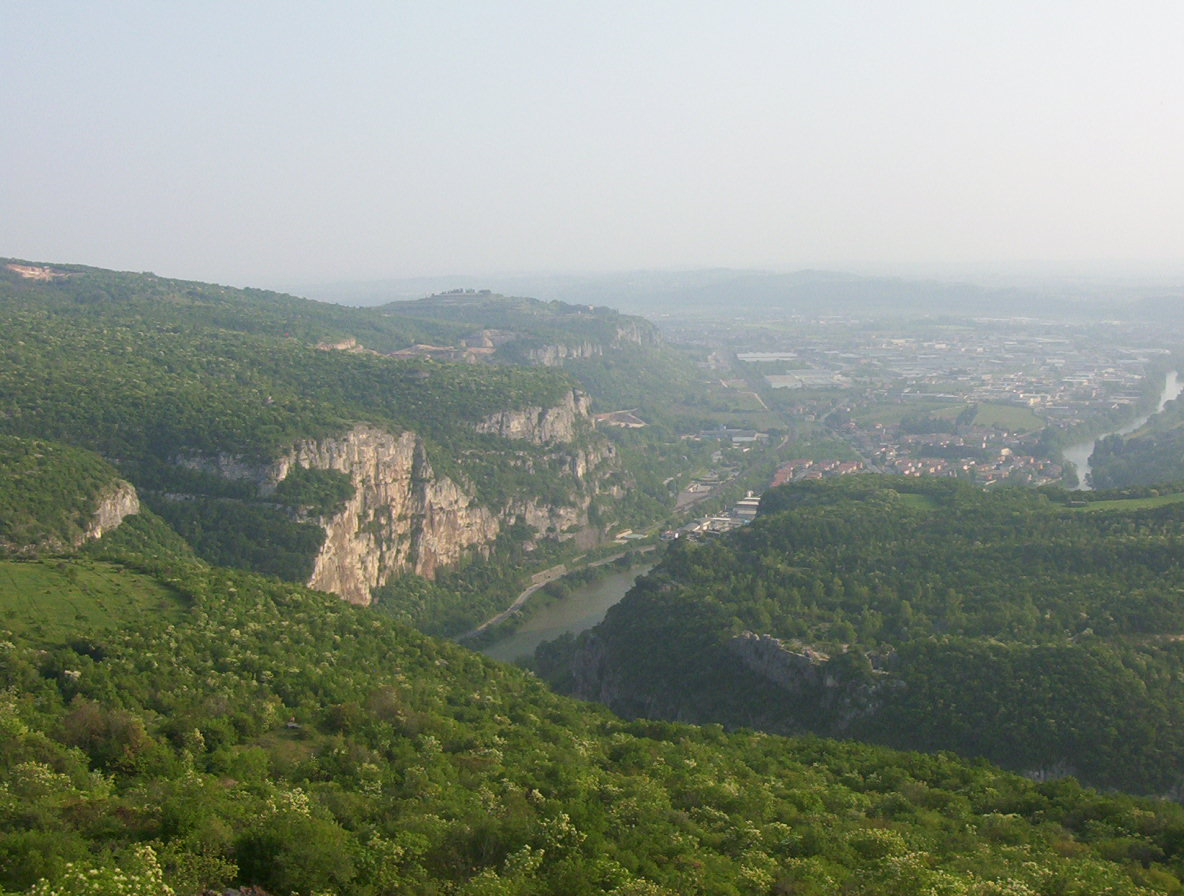
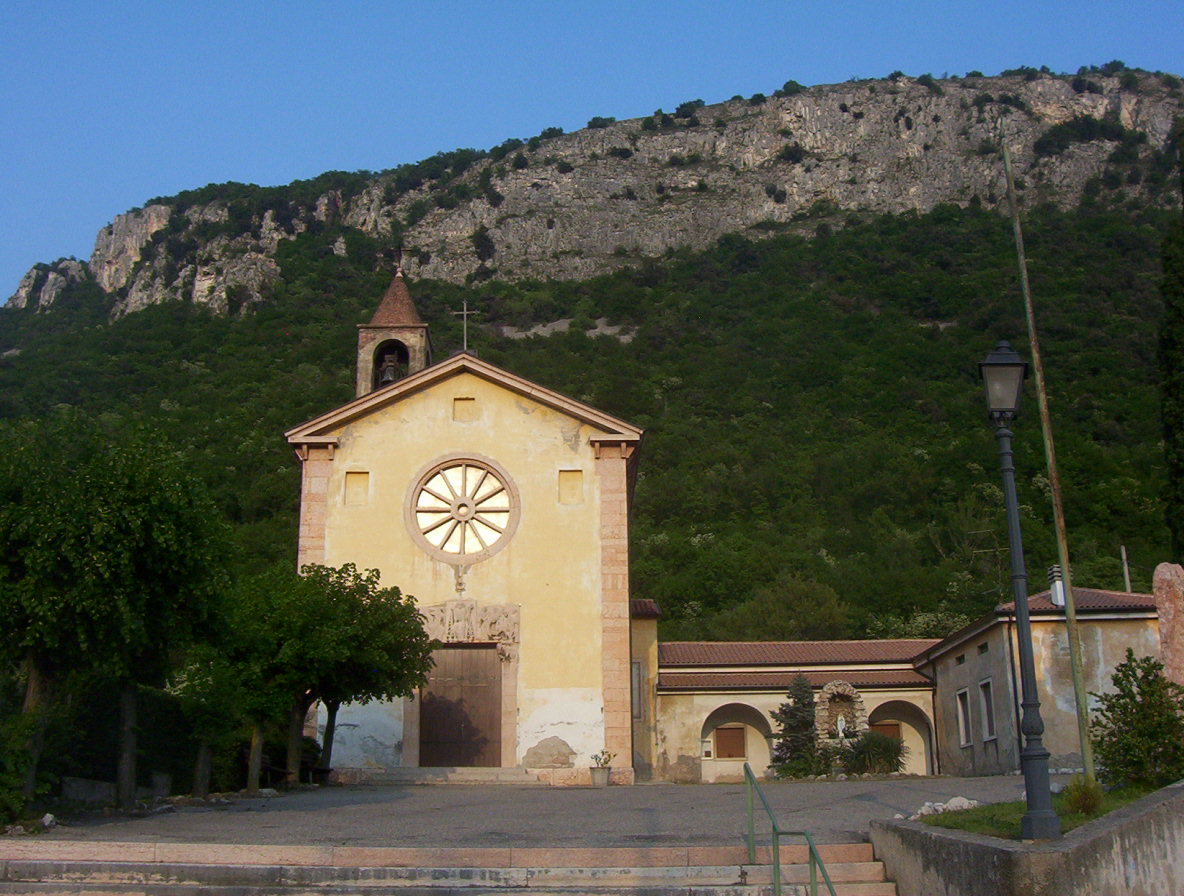
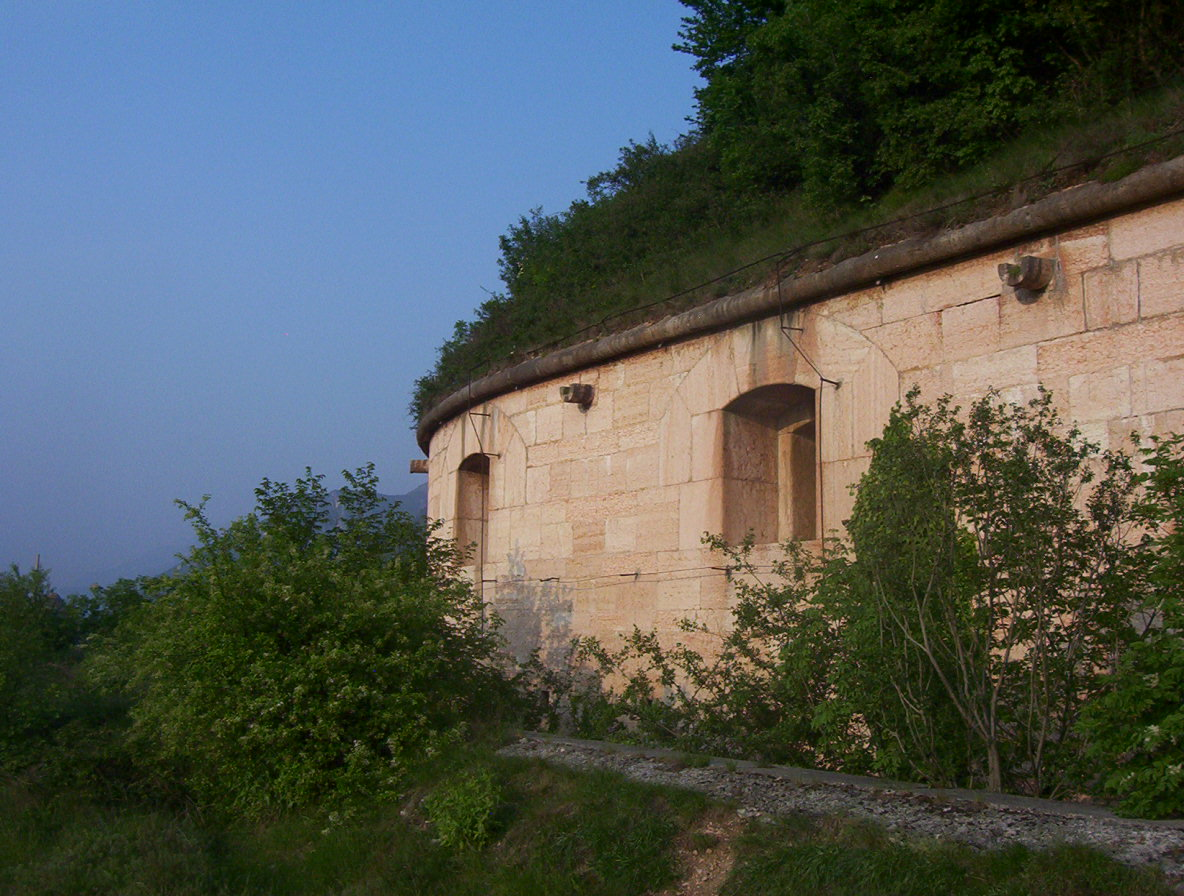
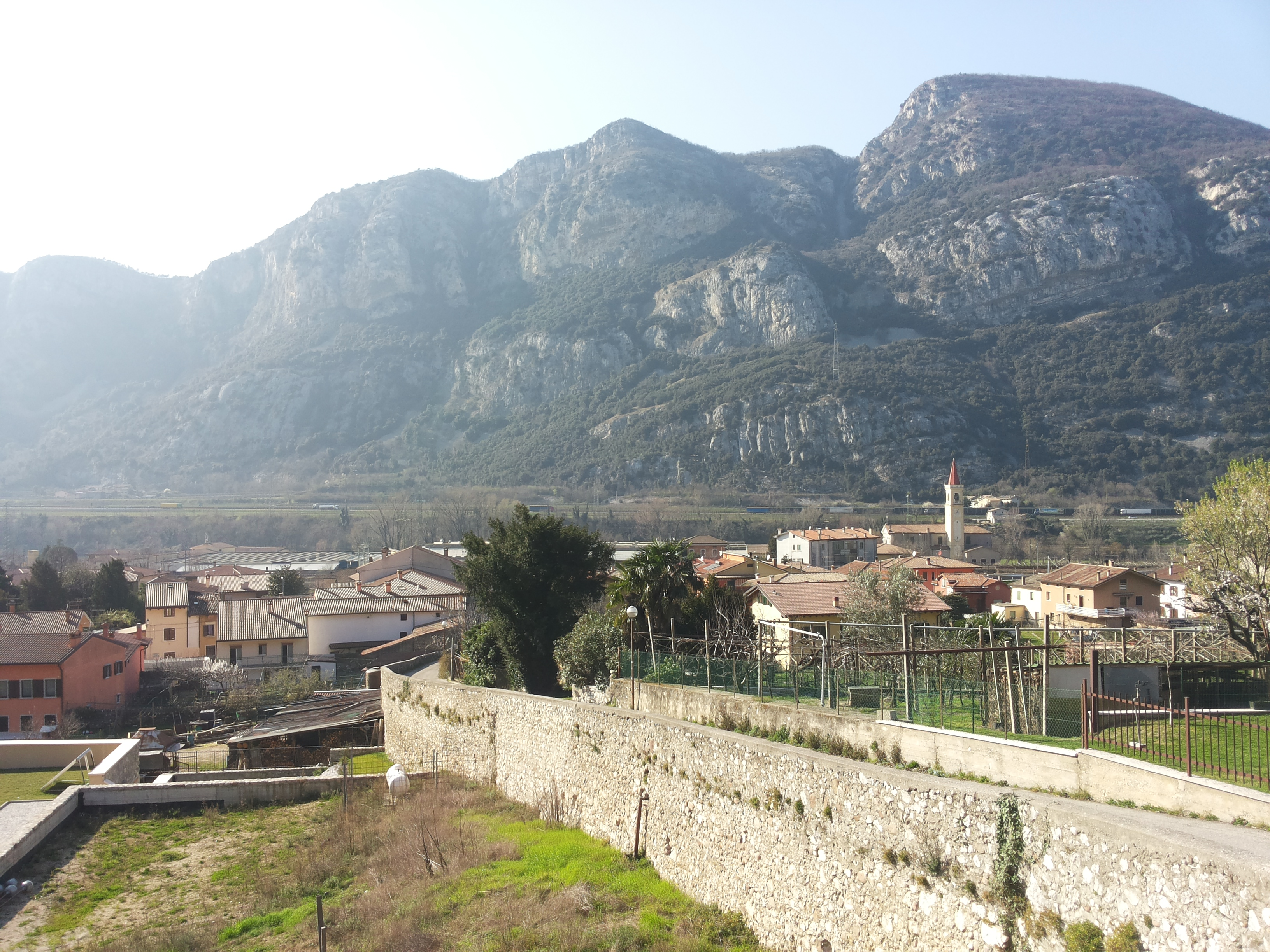